# Diócesis de Roraima
La diócesis de Roraima (en latín: Dioecesis Roraimensis y en portugués: Diocese de Roraima) es una circunscripción eclesiástica de la Iglesia católica en Brasil. Se trata de una diócesis latina, sufragánea de la arquidiócesis de Manaos. Desde el 21 de diciembre de 2022 su obispo electo es Evaristo Pascoal Spengler, de los franciscanos.

## Territorio y organización
La diócesis tiene 224 300 km² y extiende su jurisdicción sobre los fieles católicos de rito latino residentes en el estado de Roraima.
La sede de la diócesis se encuentra en la ciudad de Boa Vista, en donde se halla la Catedral de Cristo Redentor.
En 2020 en la diócesis existían 22 parroquias.

## Historia
El 15 de agosto de 1907 se erigió la abadía territorial de Nuestra Señora de Monserrat de Río de Janeiro con el decreto E Brasilianae Reipublicae de la Congregación Consistorial, confirmado por el breve Ad summum del papa Pío X del 10 de diciembre de 1907. También recibió como territorio suyo el de las misiones benedictinas que habían pertenecido a la diócesis de Amazonas (hoy arquidiócesis de Manaos).
El 21 de abril de 1934 la abadía territorial de Nuestra Señora de Monserrat de Río de Janeiro fue suprimida y las misiones de la Amazonia que estaban bajo su jurisdicción fueron puestas bajo administración apostólica bajo el nombre de Rio Branco.
El 30 de agosto de 1944 la administración apostólica de Rio Branco fue elevada a prelatura territorial con la bula Ad maius animarum bonum del papa Pío XII, que estableció la sede prelatica en la ciudad de Boa Vista. Originalmente sufragánea de la arquidiócesis de Belém do Pará, el 16 de febrero de 1952 pasó a formar parte de la provincia eclesiástica de la arquidiócesis de Manaos.
El 29 de abril de 1963 la prelatura territorial asumió el nombre de prelatura territorial de Roraima en virtud del decreto Apostolicis sub plumbo Litteris de la Congregación Consistorial.
El 16 de octubre de 1979 la prelatura territorial fue elevada a diócesis con la bula Cum praelaturae del papa Juan Pablo II.

## Estadísticas
Según el Anuario Pontificio 2021 la diócesis tenía a fines de 2020 un total de 333 168 fieles bautizados.
| Año                                                                             | Población            | Población | Población      | Sacerdotes | Sacerdotes    | Sacerdotes    | Bautizados por sacerdote | Diáconos permanentes | Religiosos | Religiosos | Parroquias |
| Año                                                                             | Bautizados católicos | Total     | % de católicos | Total      | Clero secular | Clero regular | Bautizados por sacerdote | Diáconos permanentes | Varones    | Mujeres    | Parroquias |
| ------------------------------------------------------------------------------- | -------------------- | --------- | -------------- | ---------- | ------------- | ------------- | ------------------------ | -------------------- | ---------- | ---------- | ---------- |
| 1950                                                                            | 18 000               | 20 000    | 90.0           | 6          |               | 6             | 3000                     |                      | 8          | 11         | 1          |
| 1966                                                                            | 45 000               | 60 000    | 75.0           | 12         |               | 12            | 3750                     |                      | 16         | 22         | 4          |
| 1970                                                                            | 45 500               | 54 000    | 84.3           | 16         | 2             | 14            | 2843                     |                      | 20         | 27         | 4          |
| 1976                                                                            | 55 800               | 60 000    | 93.0           | 15         | 1             | 14            | 3720                     |                      | 19         | 32         | 8          |
| 1980                                                                            | 47 300               | 54 500    | 86.8           | 20         | 2             | 18            | 2365                     |                      | 23         | 39         | 9          |
| 1990                                                                            | 119 000              | 140 000   | 85.0           | 18         | 2             | 16            | 6611                     |                      | 20         | 30         | 11         |
| 1999                                                                            | 215 000              | 253 000   | 85.0           | 25         | 6             | 19            | 8600                     | 1                    | 29         | 29         | 10         |
| 2000                                                                            | 190 000              | 247 131   | 76.9           | 28         | 7             | 21            | 6785                     | 2                    | 31         | 49         | 11         |
| 2001                                                                            | 189 200              | 246 732   | 76.7           | 27         | 7             | 20            | 7007                     | 2                    | 26         | 51         | 11         |
| 2002                                                                            | 269 790              | 337 237   | 80.0           | 26         | 8             | 18            | 10 376                   | 2                    | 25         | 46         | 18         |
| 2003                                                                            | 250 497              | 346 871   | 72.2           | 26         | 10            | 16            | 9634                     | 2                    | 23         | 49         | 14         |
| 2004                                                                            | 200 000              | 324 397   | 61.7           | 30         | 9             | 21            | 6666                     | 2                    | 26         | 48         | 14         |
| 2010                                                                            | 215 000              | 350 000   | 61.4           | 47         | 20            | 27            | 4574                     | 2                    | 34         | 50         | 10         |
| 2014                                                                            | 222 800              | 362 000   | 61.5           | 42         | 19            | 23            | 5304                     | 2                    | 29         | 54         | 9          |
| 2017                                                                            | 228 500              | 371 000   | 61.6           | 49         | 22            | 27            | 4663                     | 2                    | 32         | 51         | 10         |
| 2020                                                                            | 333 168              | 605 761   | 55.0           | 59         | 27            | 32            | 5646                     | 3                    | 41         | 61         | 22         |
| Fuente: Catholic-Hierarchy, que a su vez toma los datos del Anuario Pontificio. |                      |           |                |            |               |               |                          |                      |            |            |            |

## Episcopologio
- Lorenz Zeller, O.S.B. † (1 de julio de 1939-1 de septiembre de 1945 falleció)
  - Sede vacante (1945-1952)
- Giuseppe Nepote Fus, I.M.C. † (18 de abril de 1952-antes del 25 de febrero de 1965 renunció)
- Servilio Conti, I.M.C. † (antes del 25 de febrero de 1965[nota 1] -3 de mayo de 1975 renunció)
- Aldo Mongiano, I.M.C. † (14 de mayo de 1975-26 de junio de 1996 retirado)
- Apparecido José Dias, S.V.D. † (26 de junio de 1996-30 de mayo de 2004 falleció)
- Roque Paloschi (18 de mayo de 2005-14 de octubre de 2015 nombrado arzobispo de Porto Velho)
- Mário Antônio da Silva (22 de junio de 2016-23 de febrero de 2022 nombrado arzobispo de Cuiabá)
- Evaristo Pascoal Spengler, O.F.M., desde el 25 de enero de 2023